# Závadka (Prešov)
|  | Per a altres significats, vegeu «Závadka». |

Závadka és un poble i municipi d'Eslovàquia. Es troba a la regió de Prešov, al nord del país.

## Història
La primera referència escrita de la vila data del 1556.

## Demografia
| Godina             | 1994 | 2004    | 2014   | 2024   |
| ------------------ | ---- | ------- | ------ | ------ |
| Nombre de persones | 470  | 526     | 534    | 560    |
| Diferència         |      | +11,91% | +1,52% | +4,86% |

| Godina             | 2023 | 2024   |
| ------------------ | ---- | ------ |
| Nombre de persones | 553  | 560    |
| Diferència         |      | +1,26% |